# Resolution 1244 des UN-Sicherheitsrates
Die Resolution 1244 des UN-Sicherheitsrats (UNSCR 1244) vom 10. Juni 1999, in der Öffentlichkeit auch als Kosovo-Resolution bekannt, bildet die völkerrechtliche Grundlage für die Lösung der Kosovokrise und regelt die Einrichtung der Übergangsverwaltungsmission der Vereinten Nationen im Kosovo (UNMIK), durch die eine Zivilverwaltung im Kosovo etabliert wurde, sowie die Stationierung der internationalen Sicherheitspräsenz KFOR.
Die Souveränität und die territoriale Unversehrtheit der Bundesrepublik Jugoslawien erwähnt die Resolution nur in ihrer Einleitung, nicht jedoch in ihrem unmittelbar rechtsverbindlichen Teil. Darüber hinaus werden sie in den beiden Anlagen erwähnt.
Resolution 1244 regelt den künftigen, aber vorübergehenden Status des Kosovo und trifft Regelungen zu dessen Erreichen. Den endgültigen Status lässt sie offen und trifft auch keine Regelungen darüber, wie dieser erreicht werden soll.
Resolution 1244 markierte gleichzeitig das Ende der gewalttätigen Auseinandersetzung des Kosovokrieges. Mit der Übergangsverwaltung UNMIK wurde Zeit gewonnen, um die Statusfrage angemessen lösen zu können.

## Inhalte und völkerrechtliche Bedeutung
- Zweck der Resolution – Die Resolution nennt als Zwecke ausdrücklich die Lösung der ernsten humanitären Lage im Kosovo, die freie und sichere Rückkehr der Flüchtlinge, die Sicherheit des internationalen Personals und die Sicherstellung, dass alle Beteiligten ihren Verpflichtung aus der Resolution nachkommen. Schon 2008 befand Verfassungsrechtler Georg Nolte zudem: „Resolution 1244 wollte also mit einer international überwachten Zwischenlösung die politischen Voraussetzungen für eine inhaltlich offene endgültige Lösung schaffen.“[1] 2010 sah auch der Internationale Gerichtshof einen Zweck der Resolution in der „Einrichtung einer Übergangsverwaltung für das Kosovo, ohne eine klare Festlegung über Fragen des endgültigen Status zu treffen.“[2]

- Übergangsverwaltungsmission der Vereinten Nationen im Kosovo (UNMIK) – Mit Ziffer 10 der Resolution 1244 ermächtigte der Sicherheitsrat den UN-Generalsekretär zur Einrichtung einer vorübergehenden Zivilverwaltung. Die Mission wurde in Ziffer 11 mit sehr weitreichenden Hoheitsbefugnissen[3] in der Region der serbischen Provinz ausgestattet, um für das kosovarische Volk substantielle Autonomie herzustellen. Die UNMIK zielt laut Resolution deshalb auf die Errichtung und Stärkung selbsttragender demokratischer Institutionen.

- Souveränität und territoriale Integrität der Bundesrepublik Jugoslawien – In der Präambel verpflichtet die Resolution alle UN-Mitgliedstaaten zur Wahrung der „Souveränität und Integrität der Bundesrepublik Jugoslawien“ und der anderen Staaten der Region. Darüber hinaus verweist sie wiederholt auf ihre beiden Anlagen und verfügt, dass jede (wörtlich: „eine [jede]“) politische Lösung der Krise auf den darin niedergelegten Grundsätzen beruhen, also unter „voller Berücksichtigung […] der Prinzipien der Souveränität und territorialen Unversehrtheit der Bundesrepublik Jugoslawien und der anderen Länder der Region“ gestaltet werden müsse. Die Anerkennung der Integrität und Hoheitsgewalt Jugoslawiens – dessen Rechtsnachfolge mit dem Zerfall der Bundesrepublik im Frühjahr 2003 Serbien und Montenegro und 2006 schließlich Serbien antrat – ende allerdings laut dem Verfassungsrechtler Georg Nolte[1] mit dem Abschluss der Übergangsrahmenvereinbarung zur politischen Lösung der Kosovokrise, eine Meinung, die z. B. Serbien oder Russland nicht teilen. Wie er zu diesem Schluss kommt, führt er nicht aus – wird doch in der Resolution und ihren Anlagen keinerlei Befristung oder Einschränkung der Anerkennung angedeutet – und räumt ein, dass er „eine mit guten Gründen bestreitbare völkerrechtliche Rechtsauffassung“ vertrete.

- Rechtsstatus des Kosovo – Resolution 1244 regelt den (aus ihrer Sicht) künftigen, aber vorübergehenden Status des Kosovo und trifft Regelungen zu dessen Erreichen. Der endgültige Rechtsstatus des Kosovo wird in ihr nicht festgelegt und sie trifft auch keine Regelungen darüber, wie dieser erreicht werden soll.[4] Ob der Sicherheitsrat in die territoriale Unversehrtheit eines Staates eingreifen und die Abspaltung eines Teilgebietes verfügen darf, ist völkerrechtlich ungeklärt. Dem stehen Art. 2 Nr. 4 und Nr. 7 UN-Charta entgegen. Dem Aufgabenspektrum der UNMIK wurde jedoch auch die Erleichterung eines politischen Prozesses zur Festlegung des künftigen völkerrechtlichen Status des Kosovo hinzugefügt, ohne dafür einen Zeithorizont vorzusehen. Völkerrechtlich strittig ist, ob diese Zielsetzung der Statusklärung als Einigungszwang der Konfliktbeteiligten oder nur als Appell an deren Verhandlungsengagement zu interpretieren ist.[1]

- Geltungsdauer – Die in der Resolution 1244 vorgesehenen zivil- und sicherheitspolitischen Mandate gelten laut Ziffer 19 unbefristet, bis ein ändernder Beschluss des Sicherheitsrates erfolgt. Die Resolution enthält keine Klausel, die ihr Erlöschen vorsieht.[5]